# Duché de Lucques
1815-–1847
Entités précédentes :
- Principauté de Lucques et Piombino

Entités suivantes :
- Grand-duché de Toscane

Le duché de Lucques (en italien : Ducato di Lucca) est un ancien État d'Italie, qui a existé de 1815 à 1847. Sa capitale était Lucques.

## Histoire
Par l'acte final du Congrès de Vienne, la principauté de Lucques et Piombino est dissoute et ses territoires répartis entre :
- l'archiduchesse Marie-Béatrice d'Este, qui récupère son ancien duché de Massa et Carrare ;
- le grand-duc Ferdinand III de Toscane qui annexe l'ancienne principauté de Piombino et l'État des Présides adjacent ; l'ancien prince souverain Louis Ier Boncompagni Ludovisi  (1767 – 1841) conserve le titre honorifique et ses biens personnels dans la principauté et est reconnu comme ayant droit à une indemnisation adéquate par le grand-duc ;
- l'infante Marie-Louise de Bourbon-Espagne (1782-1824), veuve de Louis Ier de Bourbon-Parme, ancien roi d'Étrurie, qui obtient pour elle même et ses descendants en ligne masculine l'ancienne république de Lucques, érigée en duché, jusqu'à l'extinction éventuelle de la dynastie ou l'acquisition d'un autre établissement ou la succession dans un autre domaine de la maison de Bourbon, date à partir de laquelle le duché aurait dû être reversé au grand-duc de Toscane.

Par un traité collatéral ultérieur en 1817, le droit de réversion de Marie-Louise et de ses descendants mâles sur leur ancien duché de Parme et Plaisance fut reconnu, à partir de la mort de l'impératrice Marie-Louise de Habsbourg-Lorraine, épouse de Napoléon, qui avait été installé sur le trône ducal à titre personnel et non héréditaire. À partir de la même date, le droit de réversion du grand-duc de Toscane sur le duché de Lucques restait également confirmé.

### Liste des souverains
- 1815 - 1824 : Marie-Louise d'Espagne
- 1824 - 1847 : Charles-Louis de Bourbon-Parme